# 24345 Llaverias
24345 Llaverias è un asteroide della fascia principale. Scoperto nel 2000, presenta un'orbita caratterizzata da un semiasse maggiore pari a 2,5355921 UA e da un'eccentricità di 0,0761346, inclinata di 2,96602° rispetto all'eclittica.
È stato intitolato a Priscila Elena Llaverias (1990), studentessa premiata nel 2008 al concorso internazionale Intel per la scienza e l'ingegneria.